# میلنا سوشینسکا
میلنا سوشینسکا (لهستانی: Milena Suszyńska؛ زادهٔ ۸ ژانویه ۱۹۸۶) بازیگر اهل لهستان است.
از فیلم‌ها یا مجموعه‌های تلویزیونی که وی در آن‌ها نقش داشته‌است، می‌توان به گوش آقای رئیس، خیوکا، قواعد بازی، کلبه جنگلی، پدر متیو، رنگ‌های خوشبختی، دوستان، مجرد، خدایان و هتل ۵۲ اشاره نمود.